# Show Your Colors
A Show Your Colors az Amoral negyedik stúdióalbuma. 2008 novemberében jelentették be, azzal együtt, hogy az új frontember Ari Koivunen lett. 2009. január 21-én az első kislemezdal felkerült a csapat MySpace-ére. A Year of the Suckerpunch című dal tisztán megkülönböztethető az előző anyagtól és Ari magasabb, tiszta, dallamos hangjára épít, Niko Kalliojärvi hörgős death metal énekével ellentétben. A zene és a gitármunka emlékeztet az előző három Amoral albumra, de pontosan kivehető, hogy a zenekar egy új irányba mozdult el. A Show Your Colors 2009. május 6-án jelent meg.

## Dalok
1. Random Words – 1:51
2. Release – 5:50
3. A Shade Of Gray – 4:10
4. Year of the Suckerpunch – 5:04
5. Perfection Design – 3:58
6. Sex N' Satan – 2:47
7. Song For The Stubborn – 3:21
8. Vivid – 4:02
9. Gave Up Easy – 4:02
10. Last October – 3:13
11. Exit – 6:23

A japán kiadáson helyet kapott a The Misfits Dig Up Her Bones című dala is.

## Közreműködők
- Ben Varon – gitár
- Silver Ots – gitár
- Ari Koivunen – ének
- Pekka Johansson - basszusgitár
- Juhana Karlsson – dob

## További közreműködők
- Janne Saksa – háttérvokál
- Mika Latvala – zongora